# النصب التذكاري للحرب العالمية الثانية
النصب التذكاري للحرب العالمية الثانية هو نصب تذكاري وطني في الولايات المتحدة الأمريكية، مخصص لإحياء ذكرى الجنود الأميركيين الذين خدموا في القوات المسلحة وذكرى المدنيين، خلال الحرب العالمية الثانية. يقوم هذا النصب في ناشونال مول في واشنطن العاصمة.
يتكون النصب التذكاري من 56 عمودًا تمثل الولايات والأقاليم الأمريكية، وزوجًا من أقواس النصر الصغيرة في إشارة إلى المحيط الأطلسي والمحيط الهادئ، وتحيط هذه التراكيب بساحة بيضوية ونافورة. قام هذا النصب في الموقع السابق لبركة رينبو بول في الطرف الشرقي من البركة العاكسة (ريفليكتنغ بول)، وذلك بين نصب لنكولن ونصب واشنطن التذكاريين. قُدم التصميم الأولي للنصب من قبل المهندس المعماري النمساوي الأمريكي فريدريك سانت فلوريان.
افتُتح النصب في 29 أبريل من عام 2004، ودشنه الرئيس جورج دبليو بوش في 29 مايو من ذلك العام. تتولى خدمة المنتزهات الوطنية إدارة النصب التذكاري ضمن مجموعتها الإدارية، ناشيونال مول وميموريال باركس. وزار النصب التذكاري أكثر من 4.6 مليون شخص في عام 2018.
يتكون النصب التذكاري من 56 عمودًا من الجرانيت، يبلغ طول الواحد منها 17 قدم (5.2 م)، مصطفة في نصف دائرة حول ساحة، مع قوسَي نصر، ارتفاع الواحد منهما 43 قدم (13 متر) على جانبين متقابلين. إن ثلثي الموقع عبارة عن مناظر طبيعية ومياه، وتبلغ مساحته الإجمالية 7.4 فدان (3.0 هكتار). نُقش على كل عمود من الأعمدة اسم إحدى الولايات الأمريكية ال 48 لعام 1945، بالإضافة إلى مقاطعة كولومبيا وإقليم ألاسكا وإقليم هاواي وكومنولث الفلبين وبورتوريكو وغوام وساموا الأمريكية وجزر فيرجن الأمريكية. نُقش على القوس الشمالي كلمة «أطلسي»؛ وعلى الجنوبي «هادئ». يبلغ طول الساحة 337 قدم و10 إنش (102.97 متر) وعرضها 240 قدم و2 إنش (73.20 متر)، وتميل بمقدار 6 أقدام (1.8 متر) عن درجة الانحدار، وتحتوي الساحة على بركة بأبعاد 246 قدم و9 إنش طولًا و147 قدم و8 إنش عرضًا (45.0 متر×75.2 متر). يتضمن النصب التذكاري نقشين مبهمين بعبارة «كيلروي كان هنا». إن تضمين هذين النقشين في النصب التذكاري، هو إقرار بأهمية هذا الرمز بالنسبة للجنود الأمريكيين خلال الحرب العالمية الثانية، وكيف أنه يمثل وجودهم وحمايتهم أينما نُقش.
عند الاقتراب من نصف الدائرة من الشرق، يسير الزائر على طول أحد الجدارين (الجدار الجانبي الأيمن والجدار الجانبي الأيسر) الذي يصور مشاهد التجربة الحربية في نقوشٍ غائرة. وعندما يقترب المرء من اليسار (باتجاه قوس المحيط الهادئ)، تبدأ المشاهد بنقوش للمتدربين الذين سيصبحون قريبًا جنودًا في الخدمة، وهم يخضعون لفحوصات جسدية ويؤدون القَسم ويتسلمون أسلحة حربية، وتتقدم النقوش لتجسد العديد من المشاهد البارزة، بما في ذلك تصوير المعارك ودفن شهداء الحرب، انتهاءً بمشاهد العودة إلى الوطن. يظهر على الجدار الأيمن (باتجاه القوس الأطلسي) تقدمًا مماثلًا للنقوش، ولكن بمشاهد أقرب في طرازها للمسرح الأوروبي عامةً. تجري بعض هذه المشاهد في إنجلترا، مصورةً التحضيرات للهجمات الجوية والبحرية. يصوّر المشهد الأخير مصافحة بين الجيشين الأمريكي والروسي عندما التقت الجبهتان الغربية والشرقية في ألمانيا.

## جدار النجوم
يقوم جدار الحرية في الجانب الغربي من الساحة، مع إطلالة على البركة العاكسة (ريفليكتنغ بول)، ونصب لنكولن التذكاري خلفها. يحتوي الجدار على4,048 نجمة ذهبية، تمثل كل نجمة منها مئة أمريكي استشهدوا في الحرب. مع عبارة موضوعة أمام الجدار «هنا ننقش ثمن الحرية».

## التاريخ
في عام 1987، تباحث المحارب في الحرب العالمية الثانية، روجر دوربين، مع النائبة مارسي كابتور، وهي ديمقراطية من ولاية أوهايو، فيما إذا كان من الممكن بناء نصب تذكاري للحرب العالمية الثانية. قدمت كابتور مشروع قرار النصب التذكاري للحرب العالمية الثانية إلى مجلس النواب تحت رقم HR 3742 في 10 ديسمبر. أذِن القرار للجنة المعالم الحربية الأمريكية بإنشاء نصب تذكاري للحرب العالمية الثانية في «واشنطن العاصمة، أو ضواحيها»، ولكن لم يُصوّت على تنفيذ مشروع القانون قبل نهاية الجلسة. لذا في عامي 1989 و1991، قدمت النائبة كابتور مشروع قانون مماثل، لكنه لقي نفس مصير الأول ولم يُصدّر قانونًا. أعادت كابتور تقديم مشروع القانون في مجلس النواب للمرة الرابعة تحت رقم HR 682 في 27 يناير في عام 1993، بعد يوم واحد من تقديم السيناتور ستروم ثورموند (جمهوري من ساوث كارولينا) مشاريع قوانين مرافقة في مجلس الشيوخ. وافق مجلس الشيوخ على القانون في 17 مارس في عام 1993، ووافق مجلس النواب على نسخة معدلة من مشروع القانون في 4 مايو. في 14 مايو، وافق مجلس الشيوخ أيضًا على مشروع القانون المعدل، ووقع مشروع قانون النصب التذكاري للحرب العالمية الثانية ليصبح قانونًا صادرًا من قبل الرئيس بيل كلينتون في 25 مايو من ذلك العام، بوصفه قانونًا عامًا.

### التمويل
في 30 ديسمبر في عام 1994، شكل الرئيس بيل كلينتون مجلسًا استشاريًا للنصب التذكاري مؤلفًا من 12 عضو، لتقديم مشورة إلى لجنة المعالم الحربية الأمريكية، فيما يخص اختيار الموقع وتصميم النصب التذكاري وجمع الأموال لبنائه. جلب جهدًا لجمع التبرعات بالبريد المباشر، ملايين الدولارات من السكان الأمريكيين. قُدمت تبرعات كبيرة إضافية من قبل مجموعات المحاربين، بمن فيهم الفيلق الأمريكي، وقدامى المحاربين في الحروب الخارجية وقدامى المحاربين في معركة الثغرة. قاد غالبية الجهود لجمع التبرعات الجماعية كل من السيناتور بوب دول، وهو من قدامى المحاربين في الحرب العالمية الثانية والمرشح الجمهوري في عام 1996 لمنصب الرئيس، وفريدريك دبيلو. سميث، الرئيس والمدير التنفيذي لشركة فيديكس، ومسؤول سابق في قوات مشاة البحرية الأمريكية. قدمت الحكومة الفيدرالية للولايات المتحدة نحو 16 مليون دولار أمريكي؛ وبلغ مجموع التبرعات حينها 197 مليون دولار أمريكي. بعد وفاة بوب دول في ديسمبر في عام 2021، حظي هو نفسه بحفل تأبين أقيم في موقع النصب التذكاري للحرب العالمية الثانية.

### اختيار الموقع
في 20 يناير في عام 1995، قام العقيد كيفن كيلي، مدير المشروع في لجنة المعالم الحربية الأمريكية، بتنظيم الاجتماع الأول للجنة مع المجلس الاستشاري للنصب التذكاري، ونوقش المشروع ووضعت الخطط الأولية. ترأس الاجتماع المندوب ف. هايدن ويليامز، رئيس لجنة الموقع والتصميم التذكاري للحرب العالمية الثانية في اللجنة نفسها، والذي سيواصل قيادة المشروع من خلال عملية اختيار الموقع والموافقة عليه واختيار تصميم النصب التذكاري والموافقة عليه أيضًا. حضر الاجتماع ممثلون عن لجنة الولايات المتحدة للفنون الجميلة، وعن اللجنة الوطنية لتخطيط رأس المال، واللجنة الوطنية لنصب العاصمة التذكاري، وفيلق القوات البرية الأمريكي الهندسي وخدمة المنتزهات الوطنية. واتُخذ اختيار موقع مناسب إجراءً أوليًا.
خلال الأشهر التالية، نُظر في العديد من المواقع. وسرعان ما حصل ثلاثة منها على قبول:
- منطقة البركة العاكسة لمبنى الكونغرس الأمريكي – بين الشارع 3 ونصب س. يوليسيس جرانت التذكاري.
- حدائق الدستور – الطرف الشرقي، بين شارع الدستور وبركة رين بو.
- فريدوم بلازا (ساحة الحرية) – في شارع بنسلفانيا بين الشارعين 14 و15.

المواقع الأخرى التي نُظر بأمرها ولكن سرعان ما رُفضت هي:
- حوض المد والجزر – الجانب الشمالي الشرقي، إلى الشرق من موقف السيارات، وإلى الغرب من الطريق الواصل إلى جسر الشارع 14.
- منتزه ويست بوتوماك – بين أوهايو درايف والشاطئ الشمالي لنهر بوتوماك، شمال غرب نصب فرانكلين ديلانو روزفلت التذكاري.
- أراضي نصب واشنطن التذكاري – في شارع الدستور بين الشارعين 14 و15، غرب المتحف القومي للتاريخ الأمريكي.
- هندرسون هول، المجاورة لمقبرة أرلينغتون الوطنية – أزيلت من الاعتبار لعدم جاهزيتها.